# Épinettes
Épinettes è il 68º quartiere amministrativo di Parigi, situato nel XVII arrondissement.
Il quartiere, che si sviluppa intorno alla piazza omonima, è delimitato a ovest dall'avenue de Clichy, a est dall'avenue de Saint-Ouen e a nord dai comuni di Clichy-la-Garenne e Saint-Ouen.
L'origine del toponimo Épinettes si può far risalire dal rovo comune, molto diffuso sul territorio originario, o da una qualità di Pinot bianco, l'épinette blanche.

## Luoghi d'interesse
La statua di Maria Deraismes venne eretta il 3 luglio 1898, durante la seconda guerra mondiale la statua venne smontata e fusa dall'invasore tedesco. dal 14 gennaio 1984 la statua ha ripreso il suo posto nella Piazza. Il quartiere è noto per la chiesa di Saint Joseph des Épinettes, il Collège Stéphane-Mallarmé, ma soprattutto per la square des Épinettes. Di rilievo sono anche la Cité des Fleurs e il Cimetière des Batignolles.